# 巨蜥超科
巨蜥超科或巨蜥总科（学名：Varanoidea）是蜥蜴的一個超科，包含婆羅蜥科與最著名、體型龐大的巨蜥科等劇毒蜥蜴。
在巨蜥超科的演化過程中，牠們的身體外形、棲息地已發展出高度多樣性。巨蜥超科曾演化出最大型的陸生蜥蜴，已滅絕的古巨蜥身長可達約5到6公尺；目前體型最大型的蜥蜴是科莫多龍，身長可達3公尺以上，也屬於巨蜥超科。

## 演化
目前已知最早的巨蜥超科化石紀錄，出現在白堊紀。巨蜥超科的可能祖先，可追溯到侏羅紀早期。目前已知最早期的巨蜥超科，包含：北美洲的古薩尼瓦蜥（Palaeosaniwa），生存於8200萬到7100萬年前的坎潘階；以及蒙古國的埃斯特蜥（Estesia）與蒂爾瑪蜥（Telmasaurus），也是生存於坎潘階。在白堊紀-第三紀滅絕事件之後，巨蜥超科在新生代持續生存、散佈到各大陸。目前有理論提出，蛇演化自水生或穴居的巨蜥超科，但無法定論是巨蜥超科的哪個演化支，一部分巨蜥演化成滄龍。
巨蜥超科被認為是最進階型的蜥蜴，體型演化至最大型，是高度依靠掠食的爬行動物。某些物種的身體覆蓋者鱗甲（皮內成骨）；某些物種則具有絞鏈狀頜部關節，可讓牠們進食時，允許下頜關節脫離、向外撐開，以協助吞食。